# Hans Walter Wolff
Hans Walter Wolff (* 17. Dezember 1911 in Barmen, heute Wuppertal; † 22. Oktober 1993 in Heidelberg) war ein deutscher evangelischer Theologe, Pfarrer und Alttestamentler. 1959 bis 1967 war er Ordinarius für Altes Testament an der Johannes Gutenberg-Universität Mainz, und von 1967 bis 1978 war er Professor für Altes Testament an der Ruprecht-Karls-Universität Heidelberg. 1973 kam seine Anthropologie des Alten Testaments heraus, die die erste umfassende Abhandlung zu diesem Thema war und zum theologischen Standardwerk wurde.

## Leben

### Laufbahn
Der Sohn eines Kaufmanns besuchte das Barmer Realgymnasium, wo er im Frühjahr 1931 das Abitur ablegte. Er studierte Evangelische Theologie anfangs an der Kirchlichen Hochschule Bethel, dann an der Georg-August-Universität Göttingen und der Rheinischen Friedrich-Wilhelms-Universität Bonn. Im Frühjahr 1935 legte er schließlich bei der Bekenntnissynode im Rheinland das Erste Theologische Examen ab und wurde zunächst Vikar in Münster, dann aber zur seelsorglichen Begleitung der Studierenden an der Kirchlichen Hochschule Wuppertal entsandt. Ab April 1937 war er Hilfsprediger in Solingen-Wald, 1938 legte Wolff das Zweite Theologische Examen ab. Trotz seiner Einberufung zum Wehrdienst konnte er 1942 an der Theologischen Fakultät Halle mit der Schrift Jesaja 53 im Urchristentum: Die Geschichte der Prophetie „Siehe, es siegt mein Knecht“ bis zu Justin zum Lic. theol. promovieren. Von 1946 bis 1949 war Wolff Pfarrer des vierten Bezirks der evangelischen Gemeinde in Solingen-Wald, daneben war er Dozent an der Kirchlichen Hochschule Wuppertal, wo er 1952 auf den Lehrstuhl für Altes Testament berufen wurde und nebenamtlich auch als Ephorus wirkte. 1959 wurde er Ordinarius für Altes Testament an der Johannes Gutenberg-Universität Mainz. 1967 folgte Hans Walter Wolff einem Ruf an die theologische Fakultät der Ruprecht-Karls-Universität Heidelberg, wo er 1978 emeritiert wurde.

### Privates
Hans Walter Wolff war in erster Ehe mit Annemarie Halstenbach, einer Tochter des Barmer Fabrikanten Willy Halstenbach, der nach dem Zweiten Weltkrieg um eine Wiederbegründung der Kirchlichen Hochschule in Wuppertal sehr bemüht war, verheiratet. Aus dieser Ehe gingen sieben Kinder (u. a. der Philosoph Michael Wolff und der Musikwissenschaftler Christoph Wolff) hervor. Nach dem Tode seiner Frau heiratete Wolff deren Cousine Hilderuth Halstenbach.
Er starb im Alter von 81 Jahren.

## Lehre
Im Zentrum der Forschungs- und Lehrtätigkeit Hans Walter Wolffs standen neben den Prophetenbüchern Studien zur Ethik und zur Anthropologie. Seine 1973 edierte Anthropologie des Alten Testaments, die erste umfassende Abhandlung des Themas, gilt bis heute als Standardwerk, das unter Theologen große Beachtung fand und mehrfach aufgelegt wurde.
Mit Martin Noth und Hans-Joachim Kraus gehörte er zu den Editoren der Reihe Biblischer Kommentar Altes Testament, für die er unter anderem Teilbände des Dodekapropheton bearbeitete. Seine wissenschaftliche Arbeit verstand er als Dienst an Exegese und Predigt.
Zum Menschenbild des Alten Testament stellte Wolff fest, dass der jahwistische und der priesterschriftliche Schöpfungstext in drei wesentlichen Punkten übereinstimmten: 
- Der Mensch gehöre in die unmittelbare Nähe zum Tier.
- Durch die besondere Zuwendung Gottes zum Menschen sei er zugleich unübersehbar vom Tier unterschieden.
- Erst Mann und Frau miteinander stellten einen ganzen und brauchbaren Menschen dar.

Mit der Bezeichnung Bild Gottes für den Menschen werde ein Herrschaftsverhältnis definiert, das aber auch Grenzen aufweise:
- Die Unterwerfung der Welt dürfe nicht zur Gefährdung des Menschen führen, wie sie in der Umweltverschmutzung und -zerstörung bedrohliche Ausmaße annehme; Herrschaft des Menschen über Menschen verfälsche das Abbild Gottes.
- Die Unterwerfung der Welt dürfe nicht zum Beherrschtwerden des Menschen durch einen Mythos der Technik führen, der das technisch Machbare um seiner Machbarkeit willen produzier und damit Menschen technisch-ökonomischen Zwängen unterwerfe.[4]

## Ehrungen
Wolff wurde 1981 mit dem Sexauer Gemeindepreis für Theologie geehrt.

## Schriften (Auswahl)
- Das Zitat im Prophetenspruch: eine Studie zur prophetischen Verkündigungsweise, Beiheft zur Evangelischen Theologie 4, 1937
- Jesaja 53 im Urchristentum: Die Geschichte der Prophetie „Siehe, es siegt mein Knecht“ bis zu Justin, Dissertation, Halle 1942 (Neuauflage mit Einführung von Peter Stuhlmacher: Jesaja 53 im Urchristentum, Brunnen Verlag, Giessen 1984)
- Haggai: eine Auslegung, Biblische Studien 1, 1951
- Vom Leben des Volkes Gottes: drei Bibelarbeiten nach dem 2. Buch Mose und eine Predigt vom Stuttgarter Kirchentag 1952, Biblische Studien 4, 1952
- Eine Handbreit Erde: kleines Palästinatagebuch, 1955
- mit Karl Elliger, Martin Noth, Siegfried Herrmann, Thomas Krüger und Thomas Willi: Biblischer Kommentar. Altes Testament, Serie Neukirchener Theologie, Verlag der Buchhandlung des Erziehungsverein, Neukirchen-Vluyn 1955–2009
  - Haggai, Neukirchener Verlagsgesellschaft, Neukirchen-Vluyn, 1991
  - mit Jörg Jeremias: Studien zum Jonabuch, Neukirchener, Neukirchen-Vluyn 2003
  - mit Siegfried Herrmann und Martin Noth: Micha, Neukirchener, Neukirchen-Vluyn 1982 und 2004
  - Dodekapropheton 1: Hosea, Neukirchener, Neukirchen-Vluyn 1965 und 2004
  - Dodekapropheton 2: Joel und Amos Neukirchener, Neukirchen-Vluyn 1969 und 2004
  - Dodekapropheton 3: Obadja und Jona, Neukirchener, Neukirchen-Vluyn 1977 und 2004
- Die Stunde des Amos: Prophetie und Protest, 1969
- Bibel: Das Alte Testament, eine  Einführung in seine Schriften und in die Methoden ihrer Erforschung, Themen der Theologie 7, 1970
- Menschliches: vier Reden über das Herz, den Ruhetag, die Ehe und den Tod im Alten Testament, Kaiser Traktate, München 1971
- Anthropologie des Alten Testaments, Gütersloh/München 1973 (viele Auflagen: 1989, ISBN 978-3-459-01555-9; 2010 herausgegeben von Bernd Janowski, ISBN 978-3-579-08096-3)
- Die Hochzeit der Hure, 1979
- ... wie eine Fackel. Predigten aus drei Jahrzehnten, Neukirchener, Neukirchen-Vluyn 1980.